# ¿Sabes quién es?
Pieces of Her (¿Sabes quién es? en España e Hispanoamérica) es una serie de televisión de drama-suspenso estadounidense creada por Charlotte Stoudt, basada en la novela homónima de 2018 de Karin Slaughter, estrenada en Netflix.

## Sinopsis
Pieces of Her sigue la historia de Andrea, quien se ve atrapada en un tiroteo masivo mortal en un restaurante local. Momentos después, ve a su madre Laura, eliminando violentamente la amenaza con tanta facilidad. A medida que Andrea comienza a desentrañar las acciones de su madre ese mismo día, su perspectiva sobre toda su relación familiar toma un nuevo giro. Poco después, reaparecen figuras del pasado de su madre y ella se ve obligada a escapar. Durante el viaje, intenta reconstruir los restos de la verdad que su madre enterró hace mucho tiempo.

## Reparto y personajes

### Principales
- Toni Collette como Laura Oliver
- Bella Heathcote como Andy Oliver
- David Wenham como Jasper Queller
- Jessica Barden como Jane
- Joe Dempsie como Nick
- Jacob Scipio como Michael Vargas
- Omari Hardwick como Gordon Oliver

### Recurrentes
- Gil Birmingham como Charlie Bass
- Terry O'Quinn como Martin Queller
- Calum Worthy como Jasper
- Nicholas Burton como Andrew Queller
- Aaron Jeffrey
- Mia Artemis como la joven Paula Kunde

## Producción

### Desarrollo
El 5 de febrero de 2019, se anunció que Netflix le había dado a la producción un pedido de serie para una primera temporada de 8 episodios. La serie fue creada por Lesli Linka Glatter, Charlotte Stoudt y Bruna Papandrea, de quienes se esperaba que fueran productores ejecutivos. Las compañías de producción involucradas en la serie estaban programadas para consistir en Made Up Stories y Endeavor Content. Stoudt también se acredita como el escritor y showrunner de la serie, mientras que Minkie Spiro dirigirá la totalidad de la primera temporada.

### Casting
En febrero de 2020, Toni Collette y Bella Heathcote fueron elegidos para papeles protagonistas. En mayo de 2020, se anunció que David Wenham fue elegido para un papel protagonista. En enero de 2021, Jessica Barden, Joe Dempsie, Jacob Scipio y Omari Hardwick se unieron al elenco principal. En febrero de 2021, Gil Birmingham, Terry O’Quinn y Calum Worthy se unieron al elenco en papeles recurrentes. En abril de 2021, Nicholas Burton y Aaron Jeffrey fueron elegidos en capacidades recurrentes.

### Rodaje
La fotografía principal de la primera temporada fue originalmente programada para comenzar el 16 de marzo de 2020 y concluir el 17 de julio de 2020 en Burnaby, Columbia Británica. El rodaje de la primera temporada tuvo lugar en Sídney, Australia, a principios de 2021.